# DEB-Pokal der Frauen 2011
Der DEB-Pokal der Frauen 2011 wurde am 19. und 20. März 2011 in der Hacker-Pschorr-Arena in Bad Tölz ausgetragen. Qualifiziert waren hierfür die ersten sechs Mannschaften der Bundesliga-Abschlusstabelle. Der OSC Berlin ist nach der Saison DEB-Pokal-Sieger 2010/11.

## Teilnehmer und Modus
Der Pokal wurde in Turnierform ausgespielt. Zunächst wurden die teilnehmenden Mannschaften in zwei Gruppen aufgeteilt. Danach spielten die jeweiligen Erst-, Zweit- und Drittplatzierten der Vorrunde gegeneinander um die Plätze 5, 3 und im Finale um den Pokalsieg. Für die Spiele der Vorrunde wurde auch in diesem Turnier die Dauer auf 3 × 15 Minuten begrenzt. Die Endrundenspiele gingen über die volle Distanz.
| Gruppe A          | Gruppe A                  | Gruppe B          | Gruppe B        |
| ----------------- | ------------------------- | ----------------- | --------------- |
| Liga- platzierung | Verein                    | Liga- platzierung | Verein          |
| 1.                | ESC Planegg/Würmtal       | 2.                | OSC Berlin      |
| 4.                | ECDC Memmingen            | 3.                | EC Bergkamen    |
| 5.                | SC Garmisch-Partenkirchen | 6.                | Kurpfalz Ladies |

## Vorrunde

### Gruppe A
| 19. März 2011 8:00 Uhr | ECDC Memmingen M. Delarbre (14:53) K. Smith (34:13) | 2:1 (1:0, 0:1, 1:0) Spielbericht | SC Garmisch-Partenkirchen C. Berndaner (29:56) | Trainingshalle, Bad Tölz Zuschauer: nicht bekannt |

| 19. März 2011 12:00 Uhr | ESC Planegg/Würmtal L. Schuster (6:39) J. Zorn (14:59) S. Kratzer (16:59) S. Kratzer (17:15) M. Anwander (19:00) J. Tamas (29:14) K.-L. Engel (44:56) | 7:0 (2:0, 4:0, 1:0) Spielbericht | SC Garmisch-Partenkirchen | Trainingshalle, Bad Tölz Zuschauer: 50 |

| 19. März 2011 16:30 Uhr | ESC Planegg/Würmtal J. Zorn (6:33) J. Tamas (11:14) | 2:0 (2:0, 0:0, 0:0) Spielbericht | ECDC Memmingen | Hacker-Pschorr-Arena, Bad Tölz Zuschauer: 75 |

Tabelle
| Platz | Verein                    | S3 | S2 | N1 | N0 | Tore | Punkte |
| ----- | ------------------------- | -- | -- | -- | -- | ---- | ------ |
| 1     | ESC Planegg/Würmtal       | 2  | 0  | 0  | 0  | 9:0  | 6      |
| 2     | ECDC Memmingen            | 1  | 0  | 0  | 1  | 2:3  | 3      |
| 3     | SC Garmisch-Partenkirchen | 0  | 0  | 0  | 2  | 1:9  | 0      |

### Gruppe B
| 19. März 2011 10:00 Uhr | EC Bergkamen V. Offermann (3:21) J. Wieser (7:13) V. Offermann (7:24) M. Zöpnek (11:29) S. Rumswinkel (17:11) R. Graeve (25:48) S. Rumswinkel (34:51) S. Rumswinkel (39:49) V. Offermann (42:45) | 9:0 (4:0, 2:0, 3:0) Spielbericht | Kurpfalz Ladies | Trainingshalle, Bad Tölz Zuschauer: 33 |

| 19. März 2011 14:00 Uhr | OSC Berlin A. Scheytt (0:38) N. Kamenik (3:49) E. Halvar (7:12) A. Scheytt (12:30) N. Kamenik (21:37) J. Friede (23:25) L. Fischer (36:09) S. Franke (37:12) G. Fritz (40:53) L. Kluge (41:52) | 10:1 (4:0, 2:1, 4:0) Spielbericht | Kurpfalz Ladies T. Golebiowski (20:02) | Trainingshalle, Bad Tölz Zuschauer: nicht bekannt |

| 19. März 2011 18:30 Uhr | OSC Berlin A. Scheytt (43:51) F. Busch (PS) | 2:1 n. P. (0:0, 0:1, 1:0) Spielbericht | EC Bergkamen C. Weltermann (16:14) | Hacker-Pschorr-Arena, Bad Tölz Zuschauer: 75 |

Tabelle
| Platz | Verein          | S3 | S2 | N1 | N0 | Tore | Punkte |
| ----- | --------------- | -- | -- | -- | -- | ---- | ------ |
| 1     | OSC Berlin      | 1  | 1  | 0  | 0  | 12:2 | 5      |
| 2     | EC Bergkamen    | 1  | 0  | 1  | 0  | 10:2 | 4      |
| 3     | Kurpfalz Ladies | 0  | 0  | 0  | 2  | 1:19 | 0      |

## Endrunde

### Spiel um Platz 5
| 20. März 2011 8:30 Uhr | SC Garmisch-Partenkirchen S. Florian (2:18) C. Berndaner (17:22) S. Florian (20:51) E. Dalprà (28:58) C. Berndaner (31:06) F. Meinicke (33:55) K. Gerstmeir (46:52) S. Florian (57:14) | 8:1 (2:1, 4:0, 2:0) Spielbericht | Kurpfalz Ladies T. Golebiowski (7:55) | Hacker-Pschorr-Arena, Bad Tölz Zuschauer: 21 |

### Spiel um Platz 3
| 20. März 2011 11:00 Uhr | ECDC Memmingen K. Smith (37:55) A. Sabautzki (43:59) | 2:0 (0:0, 1:0, 1:0) Spielbericht | EC Bergkamen | Hacker-Pschorr-Arena, Bad Tölz Zuschauer: 75 |

### Finale
| 20. März 2011 13:30 Uhr | ESC Planegg/Würmtal B. Evers (18:18) S. Kratzer (29:50) | 2:4 (1:0, 1:1, 0:3) Spielbericht | OSC Berlin A. Scheytt (23:40) A. Scheytt (45:44) G. Fritz (52:07) A. Scheytt (52:30) | Hacker-Pschorr-Arena, Bad Tölz Zuschauer: 150 |

## Endstand
Der OSC Berlin konnte sich zum dritten Male nach 2008 und 2009 den Pokal sichern.
| Platz | Verein                    |
| ----- | ------------------------- |
|       | OSC Berlin                |
|       | ESC Planegg/Würmtal       |
|       | ECDC Memmingen            |
| 4.    | EC Bergkamen              |
| 5.    | SC Garmisch-Partenkirchen |
| 6.    | Kurpfalz Ladies           |